# 瓦西倫科韋
49°46′38″N 37°2′18″E / 49.77722°N 37.03833°E
瓦西伦科韋（烏克蘭語：Василенкове）是位於烏克蘭東部的村莊，由哈爾科夫州庫皮揚斯克區的舍夫琴科韦市镇負責管轄。該村處於大布爾盧克河左岸，分別距離海特馬尼夫卡3公里和巴扎利伊夫卡4公里，始建於1928年，面積4.57平方公里，海拔高度98米，2001年人口726。